# Lynn Deas
Lynn Deas (ur. 16 czerwca 1952, zm. 10 maja 2020) – amerykańska brydżystka, World Grand Master (WBF).

## Wyniki brydżowe

### Olimpiady
Na olimpiadach uzyskała następujące rezultaty:
| Olimpiady brydżowe. Zawody teamów | Olimpiady brydżowe. Zawody teamów | Olimpiady brydżowe. Zawody teamów    | Olimpiady brydżowe. Zawody teamów | Olimpiady brydżowe. Zawody teamów | Olimpiady brydżowe. Zawody teamów |
| Rok                               | Miejsce                           | Zawody                               | Kategoria                         | Drużyna                           | Pozycja                           |
| --------------------------------- | --------------------------------- | ------------------------------------ | --------------------------------- | --------------------------------- | --------------------------------- |
| 2012                              | Lille                             | 2. Olimpiada Sportów Umysłowych      | Kobiety                           | USA                               | 9                                 |
| 1999                              | Lozanna                           | 2. Mistrzostwa o Wielką Nagrodę MKOL | Kobiety                           | North America                     | 2                                 |
| 1996                              | Rodos                             | 10. Olimpiada Teamów                 | Kobiety                           | USA                               | 1                                 |

### Zawody światowe
W światowych zawodach zdobyła następujące lokaty:
| Mistrzostwa Świata. Konkurencja teamów | Mistrzostwa Świata. Konkurencja teamów | Mistrzostwa Świata. Konkurencja teamów | Mistrzostwa Świata. Konkurencja teamów | Mistrzostwa Świata. Konkurencja teamów | Mistrzostwa Świata. Konkurencja teamów |
| Rok                                    | Miejsce                                | Zawody                                 | Kategoria                              | Drużyna                                | Pozycja                                |
| -------------------------------------- | -------------------------------------- | -------------------------------------- | -------------------------------------- | -------------------------------------- | -------------------------------------- |
| 2014                                   | Sanya                                  | 14. Seria Mistrzostw Świata            | Kobiety                                | Moss                                   | 3                                      |
| 2013                                   | Nusa Dua                               | 41. Mistrzostwa Świata Teamów          | Trans                                  | USA1Ladies                             | 35                                     |
| 2013                                   | Nusa Dua                               | 41. Mistrzostwa Świata Teamów          | Kobiety                                | USA 1                                  | 5                                      |
| 2011                                   | Pekin                                  | SportAccord World Mind Games           | Kobiety                                | USA                                    | 1                                      |
| 2011                                   | Veldhoven                              | 40. Mistrzostwa Świata Teamów          | Kobiety                                | USA 1                                  | 5                                      |
| 2010                                   | Filadelfia                             | 13. Seria Mistrzostw Świata            | Kobiety                                | Full Spectrum Auction                  | 5                                      |
| 2009                                   | São Paulo                              | 39. Mistrzostwa Świata Teamów          | Kobiety                                | USA 1                                  | 2                                      |
| 2006                                   | Werona                                 | 12. Mistrzostwa Świata                 | Kobiety                                | Baker                                  | 9                                      |
| 2002                                   | Montreal                               | 11. Mistrzostwa Świata                 | Kobiety                                | Sanborn                                | 1                                      |
| 2000                                   | Southampton                            | 34. Mistrzostwa Świata Teamów          | Trans                                  | Jabbour                                | 31                                     |
| 2000                                   | Southampton                            | 34. Mistrzostwa Świata Teamów          | Kobiety                                | USA 2                                  | 9                                      |
| 1998                                   | Lille                                  | 10. Mistrzostwa Świata                 | Kobiety                                | Allison                                | 5                                      |
| 1997                                   | Hammamet                               | 33. Mistrzostwa Świata Teamów          | Kobiety                                | USA 2                                  | 3                                      |
| 1993                                   | Santiago                               | 31. Mistrzostwa Świata Teamów          | Kobiety                                | USA 1                                  | 6                                      |
| 1991                                   | Jokohama                               | 30. Mistrzostwa Świata Teamów          | Kobiety                                | USA 2                                  | 1                                      |
| 1990                                   | Genewa                                 | 8. Mistrzostwa Świata                  | Open                                   | Wei                                    | 17                                     |
| 1989                                   | Perth                                  | 29. Mistrzostwa Świata Teamów          | Kobiety                                | USA                                    | 1                                      |
| 1987                                   | Ocho Rios                              | 28. Mistrzostwa Świata Teamów          | Kobiety                                | USA 2                                  | 1                                      |

| Mistrzostwa Świata. Konkurencja par | Mistrzostwa Świata. Konkurencja par | Mistrzostwa Świata. Konkurencja par | Mistrzostwa Świata. Konkurencja par | Mistrzostwa Świata. Konkurencja par | Mistrzostwa Świata. Konkurencja par |
| Rok                                 | Miejsce                             | Zawody                              | Kategoria                           | Partner                             | Pozycja                             |
| ----------------------------------- | ----------------------------------- | ----------------------------------- | ----------------------------------- | ----------------------------------- | ----------------------------------- |
| 2011                                | Pekin                               | SportAccord World Mind Games        | Kobiety                             | Beth Palmer                         | 1                                   |
| 2010                                | Filadelfia                          | 13. Mistrzostwa Świata              | Miksty                              | Curtis Cheek                        | 17                                  |
| 2010                                | Filadelfia                          | 13. Mistrzostwa Świata              | Kobiety                             | Beth Palmer                         | 1                                   |
| 2006                                | Werona                              | 12. Mistrzostwa Świata              | Miksty                              | Curtis Cheek                        | 67                                  |
| 2006                                | Werona                              | 12. Mistrzostwa Świata              | Kobiety                             | Beth Palmer                         | 39                                  |
| 2006                                | Werona                              | 12. Mistrzostwa Świata              | Open IMP                            | Beth Palmer                         | 28                                  |
| 2002                                | Montreal                            | 11. Mistrzostwa Świata              | Kobiety                             | Beth Palmer                         | 6                                   |
| 2002                                | Montreal                            | 11. Mistrzostwa Świata              | Miksty                              | Leonard Holtz                       | 28                                  |
| 1994                                | Albuquerque                         | 9. Mistrzostwa Świata               | Kobiety                             | Beth Palmer                         | 3                                   |
| 1990                                | Genewa                              | 8. Mistrzostwa Świata               | Kobiety                             | Beth Palmer                         | 4                                   |
| 1990                                | Genewa                              | 8. Mistrzostwa Świata               | Miksty                              | Gabriel Chagas                      | 4                                   |
| 1982                                | Biarritz                            | 6. Mistrzostwa Świata               | Kobiety                             | Beth Palmer                         | 2                                   |

| Mistrzostwa Świata. Konkurencja indywidualna | Mistrzostwa Świata. Konkurencja indywidualna | Mistrzostwa Świata. Konkurencja indywidualna | Mistrzostwa Świata. Konkurencja indywidualna | Mistrzostwa Świata. Konkurencja indywidualna | Mistrzostwa Świata. Konkurencja indywidualna |
| Rok                                          | Miejsce                                      | Zawody                                       | Kategoria                                    | Pozycja                                      |                                              |
| -------------------------------------------- | -------------------------------------------- | -------------------------------------------- | -------------------------------------------- | -------------------------------------------- | -------------------------------------------- |
| 2011                                         | Pekin                                        | SportAccord World Mind Games                 | Kobiety                                      | 19                                           |                                              |

## Klasyfikacja
- Lynn Deas – klasyfikacja WBF (ang.)